# Mouthiers-sur-Boëme
Mouthiers-sur-Boëme is een gemeente in het Franse departement Charente (regio Nouvelle-Aquitaine). De plaats maakt deel uit van het arrondissement Angoulême. Mouthiers-sur-Boëme telde op 1 januari 2022 2.358 inwoners.

## Geografie
De oppervlakte van Mouthiers-sur-Boëme bedroeg op 1 januari 2022 34,71 vierkante kilometer; de bevolkingsdichtheid was toen 67,9 inwoners per km².
De onderstaande kaart toont de ligging van Mouthiers-sur-Boëme met de belangrijkste infrastructuur en aangrenzende gemeenten.

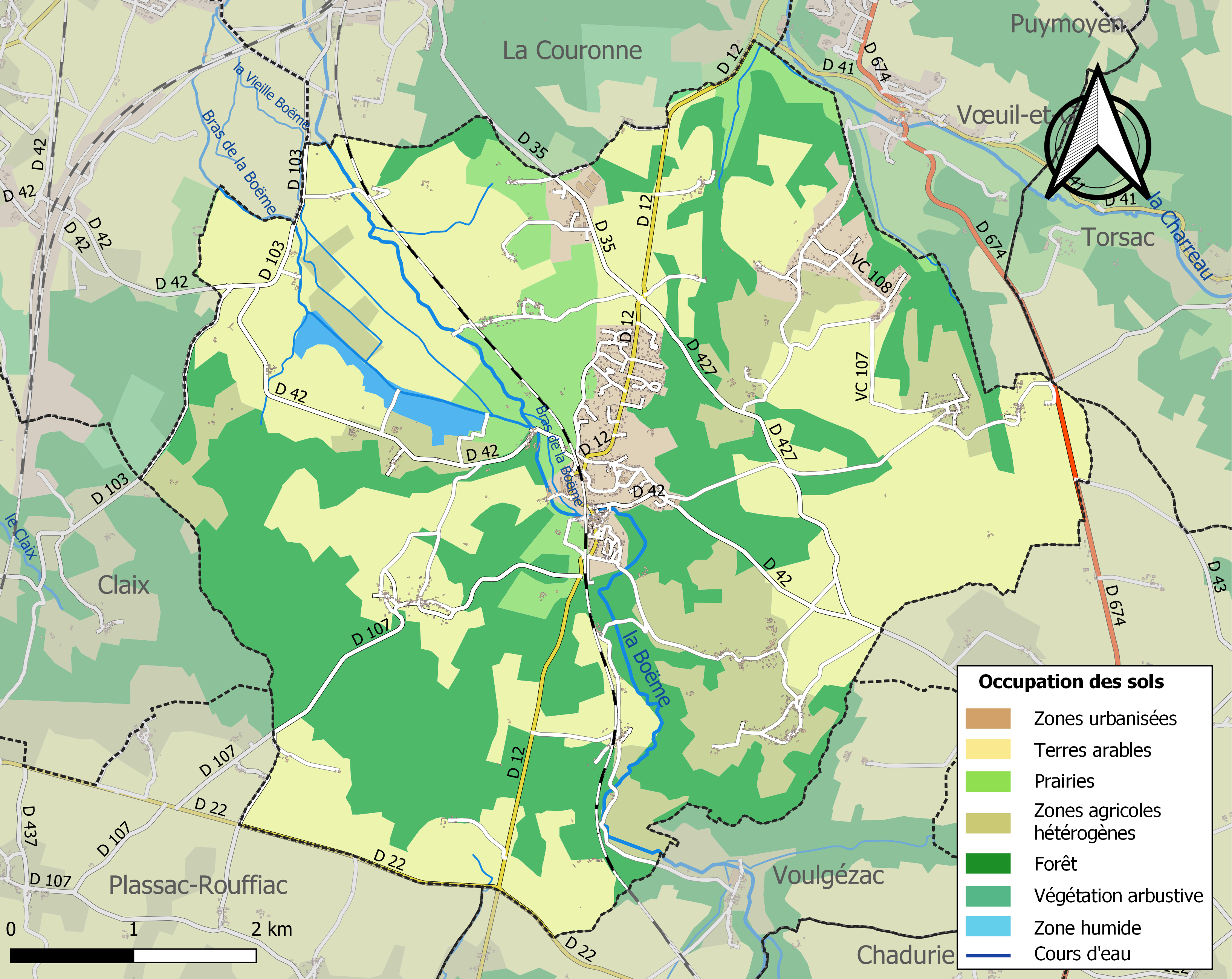

## Demografie
Onderstaande figuur toont het verloop van het inwonertal (bron: INSEE-tellingen).

## Afbeeldingen

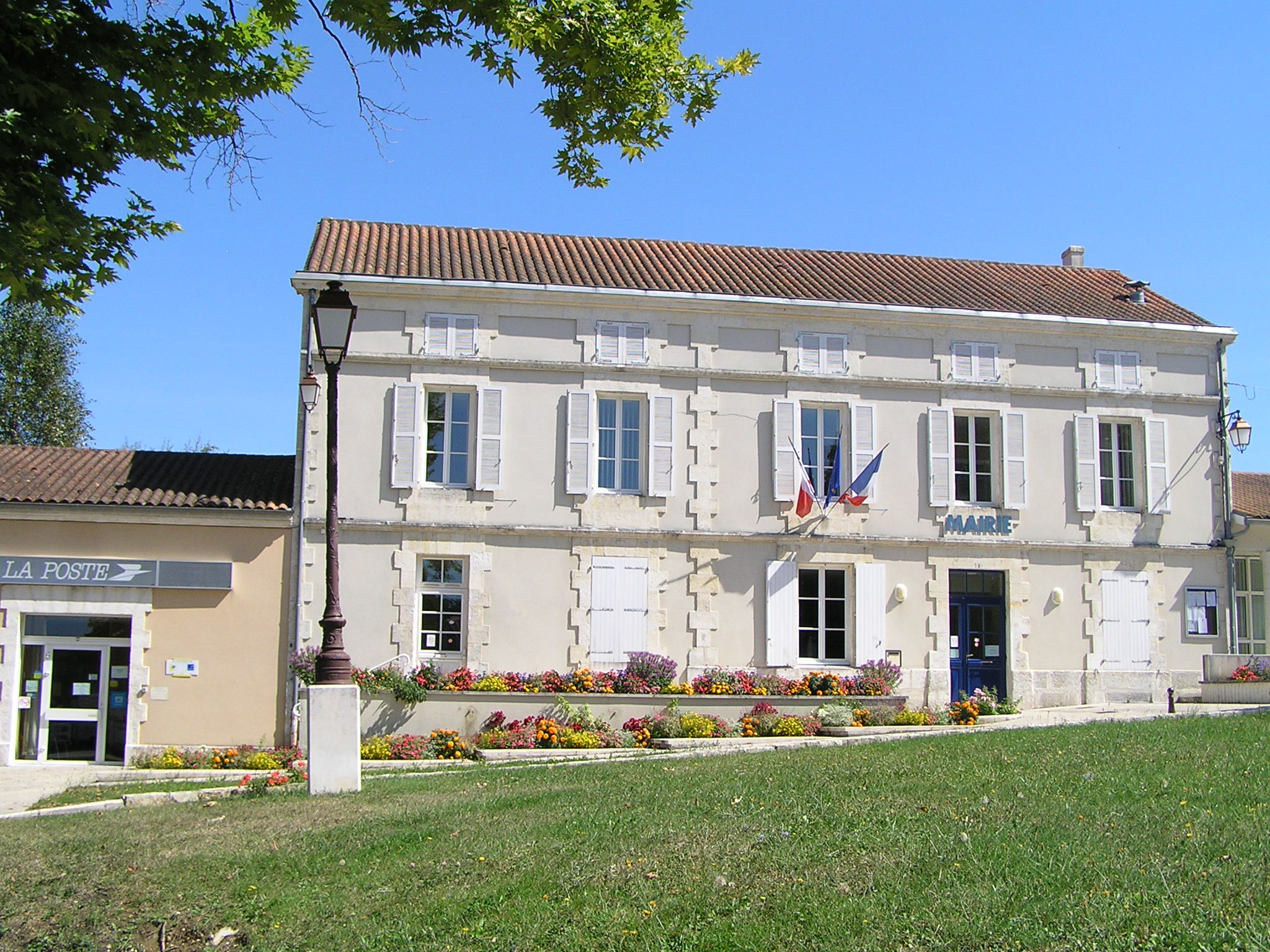
Gemeentehuis
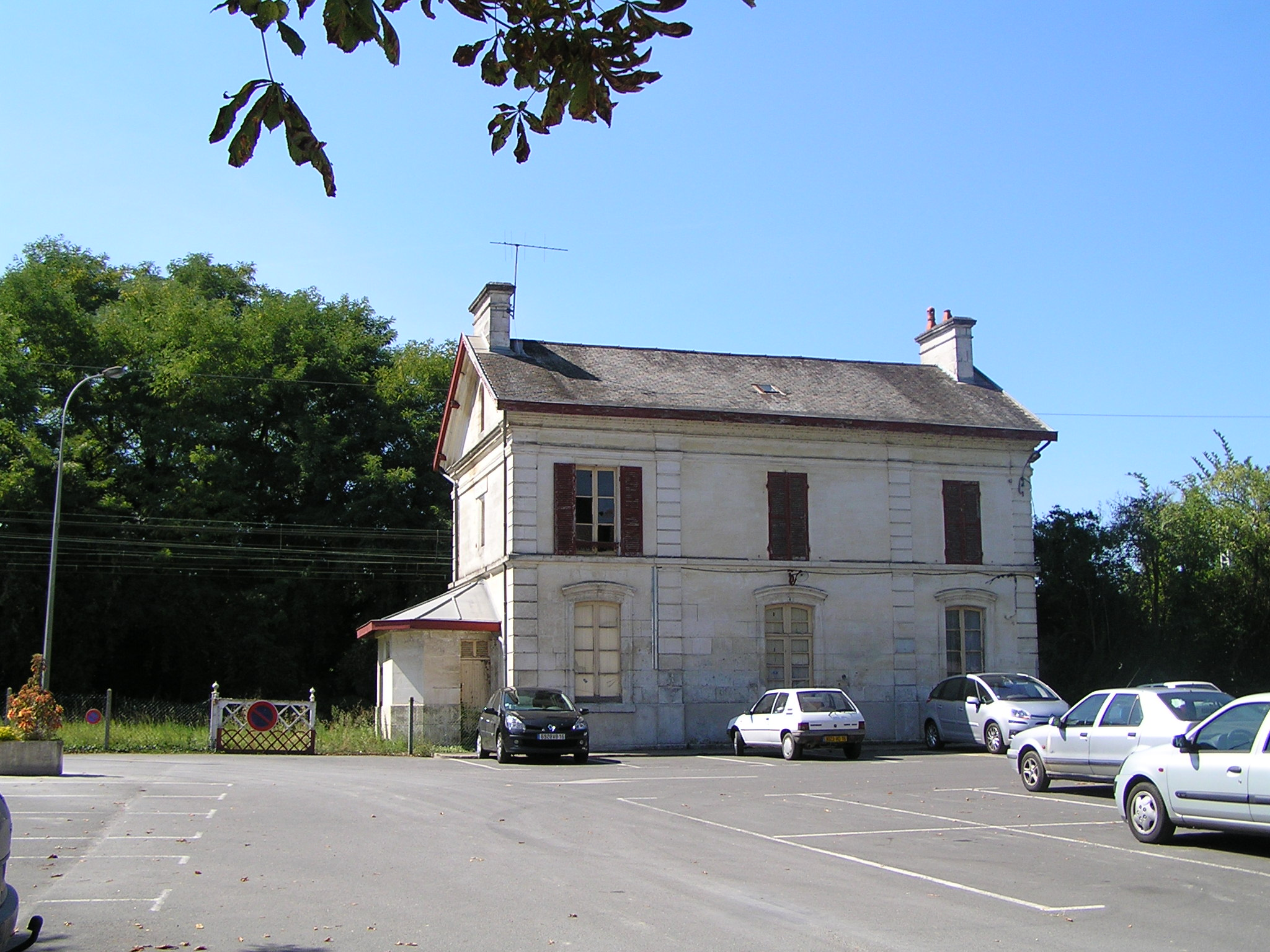
Station
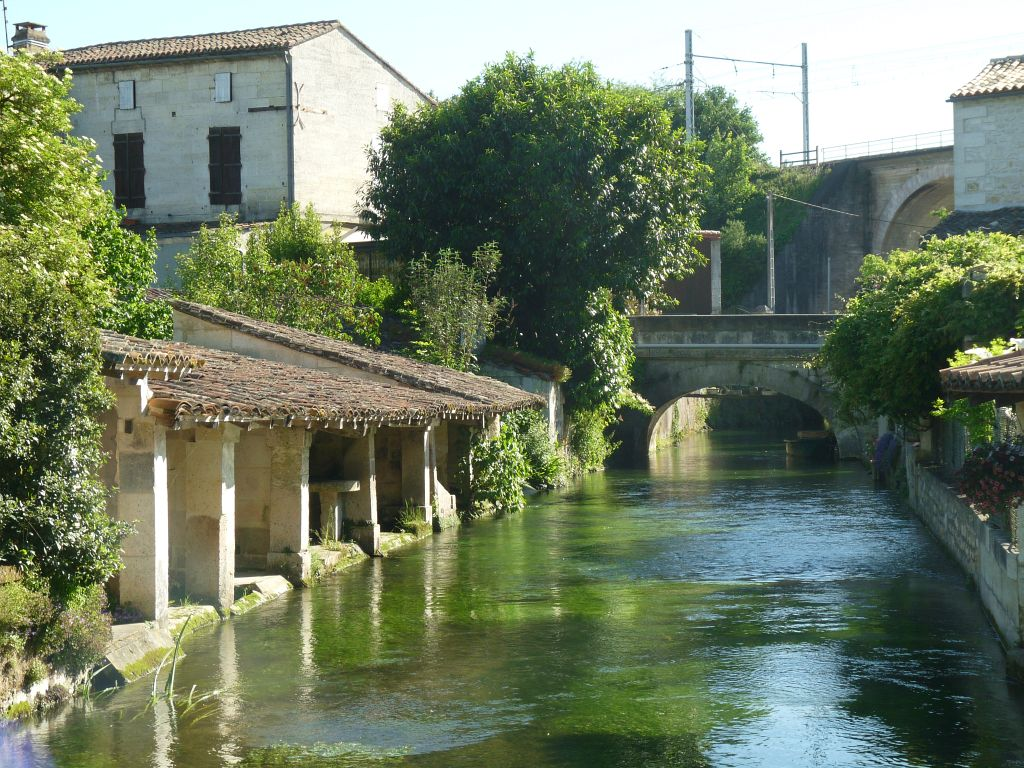
Lavoir